# Macrotis leucura
Macrotis leucura, conhecida como bilby-pequeno(a), era uma espécie de marsupial da família Thylacomyidae, endêmica da Austrália. O último registro confirmado para a espécie foi em 1931.
Era encontrado na região central da Austrália, sendo registrado (coletado) somente em Mungerani e Cooncheri, Austrália do Sul e a 65 Km noroeste de Charlotte Waters, 23 Km sul-sudeste de Steele Gap, e perto de Barrow Creek, Território do Norte.